# Matías Cammareri
Matías Gabriel Cammareri (nacido el 5 de agosto de 1978) es un entrenador de fútbol argentino y ex mediocampista de hockey sobre césped .  Actualmente se desempeña como entrenador asistente del cuerpo técnico de Pablo Lavallén.
Nacido en Buenos Aires, Cammareri debutó con la selección nacional en 1996. Jugó un tiempo en Holanda, en el club holandés Stichtse Cricket y Hockey Club, al igual que su hermano Lucas Cammareri . Cammareri terminó décimo con la selección nacional en la Copa Mundial de Hockey Masculino de 2006 en Mönchengladbach .
En 2018, Cammareri se incorporó al plantel de Ariel Holan (otro exjugador de hockey sobre césped) en Independiente, como kinesiólogo .  El 23 de febrero de 2021 se incorporó nuevamente a la plantilla de Holan en Santos . Luego de un paso por el León de México, se incorporó a la plantilla de Pablo Lavallén en el The Strongest de Bolivia.